# Colegio de Laneros (Venecia)
El colegio de Laneros es un edificio histórico de Italia de construcción barroca, situado en la ciudad de Venecia, en el barrio de Santa Croce.

## Historia
La actividad de la lana era devota en Venecia de san Bernardino a quien dedicó en 1541 un altar en la cercana  iglesia de San Pantaleón situada en el barrio de Dorsoduro, renovado y nuevamente bendecido en 1684 y actualmente existente.
La historia del colegio se remonta a la adquisición del terreno donde se construyó en 1613. Destruido por un incendio en 1620, se reconstruyó en 1633, seguramente según un proyecto de Baltasar Longhena.
El edificio se dividía en secciones, según la actividad desarrollada: lavado, abatanado, cardado, etcétera.
La institución fue requisada en 1786 por el Senado veneciano, a causa de sus deudas y se subastó para intentar saldar el pasivo. Según Marco Boschini, en una de las salas se subastó un cuadro de Padovanino que representaba una "predicación de San Bernardino de Siena", actualmente en paradero desconocido.

## Descripción
En la única fachada visible destaca el amplio paramento liso en piedra de Istria, con una serie continua de puertas y ventanas con arcos. En la planta superior se asoman dos bíforas o ventanas dobles en los extremos con parteluz , ornadas con capiteles jónicos y mascarones de relieve femenino en medio de arcos de medio punto. En el centro de la fachada se sitúa una hornacina con nicho destinada a guarecer la estatua del santo protector.